# بنغلاديش في الألعاب الأولمبية الصيفية 2012
من المقرر ان تدخل بنغلاديش للمنافسة في دورة ألعاب أولمبية صيفية 2012، لندن المملكة المتحدة، في الفترة من 27 يوليو - 12 أغسطس 2012. وستشارك ب 3 رياضي في 3 رياضة وهي الرماية بالقوس والرماية والجمباز